# アメジストセージ
アメジストセージ（学名：Salvia leucantha）は、シソ科アキギリ属の植物。メキシカンセージ、メキシカンブッシュセージともいい、学名をかな表記したサルビア・レウカンサも使われる。種小名のLeucantha （レウカンサ）は、「白い花をした」という意味である。
メキシコの中部および南部の亜熱帯・熱帯の針葉樹林帯を原産とする多年生の草本植物である。色付きの苞から現れる花は通常白い。耐霜性はないが、アーチ状のベルベット（ビロード）のような青や紫の萼が目立つため、しばしば温帯で栽培される。
しばしば先端がアーチ状になる多数の直立した茎を持ち、高さ1.3 m (4.3 ft)、幅2 m (6.6 ft)に生長する。披針形をした葉は落ち着いた緑色で、下部は白い毛が多い。

## 栽培
園芸品種としての価値があり、王立園芸協会のガーデン・メリット賞を受賞している。十分な日光と水分を含みながらも水はけのよい土壌でよく育ち、手間のかからない植物である。花にはチョウ、ハチ、ハチドリが集まる。

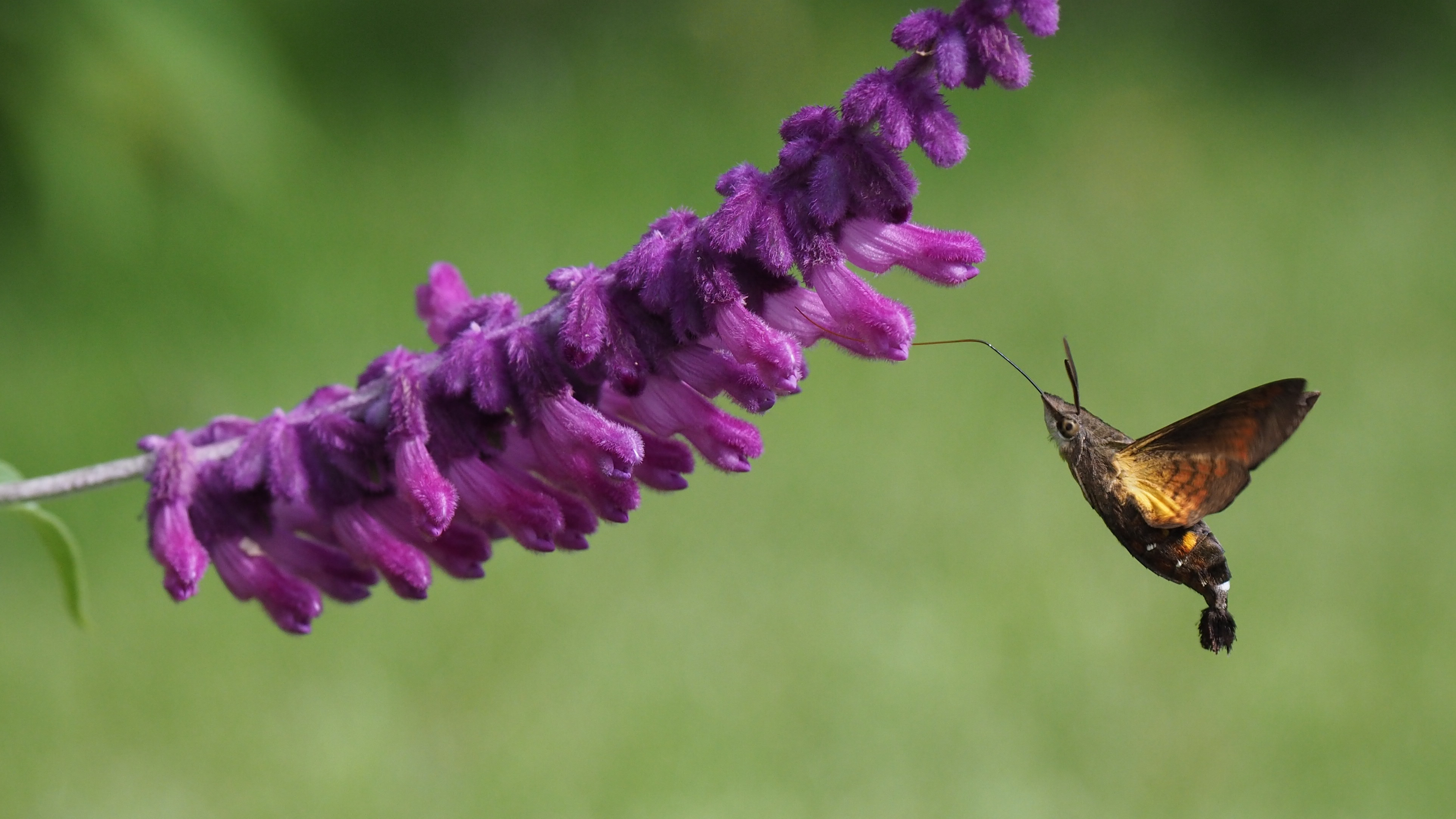
アメジストセージの花とホシホウジャク
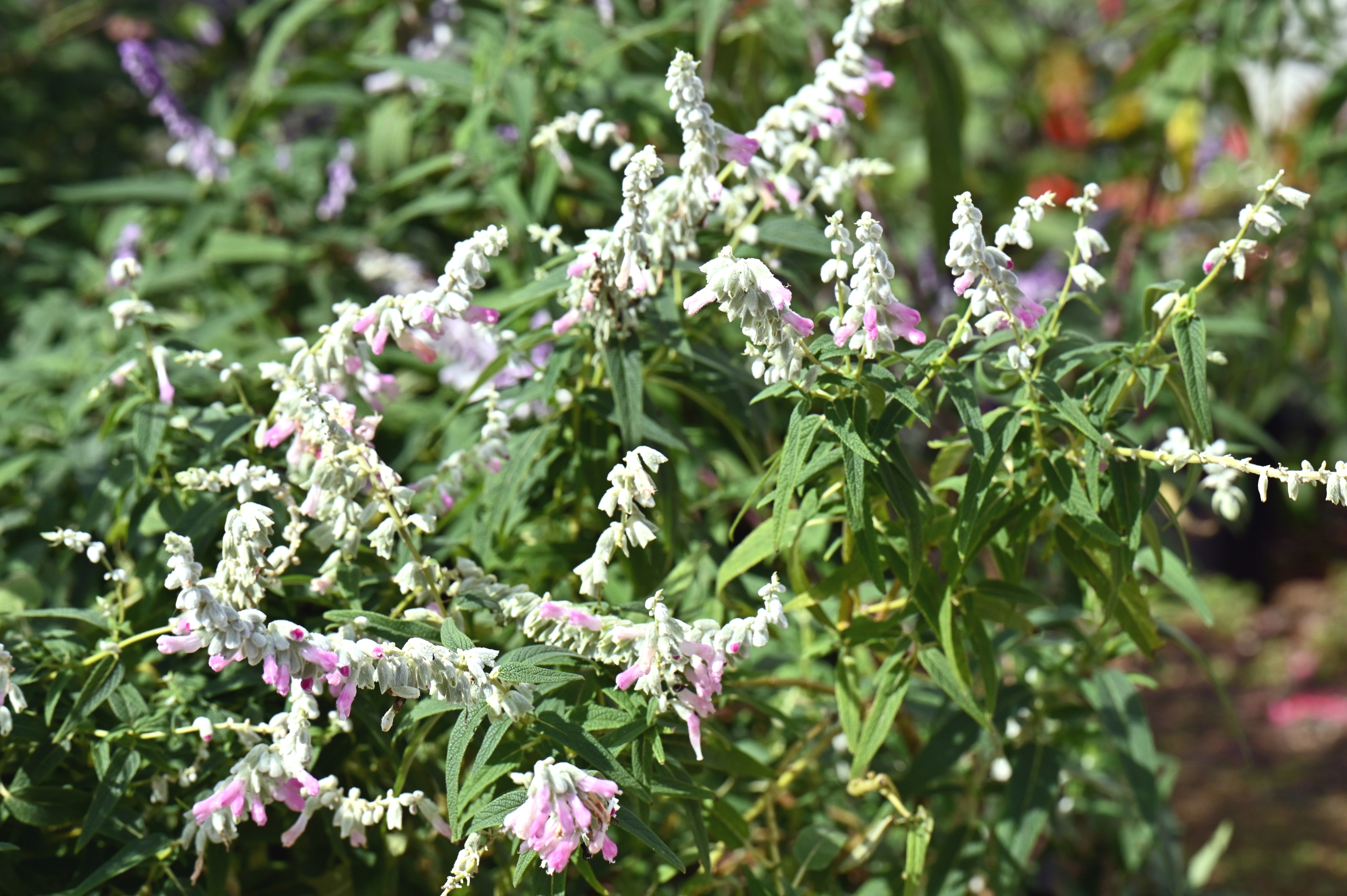
サルビア・レウカンサ ‘ピンクアメジスト’

## 利用
アメジストセージの精油は、β-カリオフィレン、α-グアイエン、シス-ムーロラ-3,5-ジエン、ゲルマクレンD、ビシクロゲルマクレンといったセスキテルペンを豊富に含むことが、分析により明らかになった。酢酸ボルニルは精油中の23.9%を占める。